# Studio A-Cat
Studio A-Cat Inc. (яп. 株式会社studio A-CAT кабусики гайся стюдио Эй-Кэт) — японская анимационная студия, располагающаяся в городе Татикава, Токио.

## Работы

### Телевидение
| Название                                                            | Канал                            | Начало трансляции   | Конец трансляции     | Количество серий | Заметки                                                                                               | Примечания    |
| ------------------------------------------------------------------- | -------------------------------- | ------------------- | -------------------- | ---------------- | --- | ------------- |
| Frame Arms Girl                                                     | Tokyo MX                         | 3 апреля 2017 года  | 19 июня 2017 года    | 12               | Основано на манге от автора под псевдонимом Kotobukiya. Производство анимации совместно с Zexcs.      | [ 2 ]         |
| Taisho Mebiusline Chicchaisan                                       | Tokyo MX                         | 6 октября 2017 года | 22 декабря 2017 года | 12               | Основано на визуальном романе Taishou Mebiusline от HolicWorks.                                       | [ 3 ]         |
| Pastel Life                                                         | Tokyo MX                         | 16 мая 2018 года    | 21 июня 2018 года    | 6                | Спин-офф франшизы BanG Dream!, пренадлежащей компании Bushiroad.                                      | [ 4 ]         |
| Over Drive Girl 1/6                                                 | AT-X                             | 6 апреля 2019 года  | 22 июня 2019 года    | 12               | Основано на манге, созданной автором под псевдонимом Öyster.                                          | [ 5 ]         |
| Tamayomi                                                            | Тосинори Фукусима                | 1 апреля 2020       | 17 июня 2020         | 12               | Адаптация манги от автора под псевдонимом Mountain Pukuichi.                                          | [ 6 ]         |
| LBX Girls                                                           | Кэйтаро Мотонага                 | 7 января 2021       | 25 марта 2021        | 12               | Спин-офф Little Battlers Experience.                                                                  | [ 7 ] [ 8 ]   |
| Getter Robo Arc                                                     | Дзюн Кавагоэ                     | 4 июля 2021         | 26 сентября 2021     | 13               | Адаптация манги Кэна Исикавы. Совместно с Bee Media.                                                  | [ 9 ]         |
| Battle in 5 Seconds After Meeting                                   | Мэйго Найто (Chief) Нобуёси Араи | 13 июля 2021        | 28 сентября 2021     | 12               | Адаптация манги Сайдзо Хараваты. Совместно с SynergySP и Vega Entertainment. В ответе за CG-анимацию. | [ 10 ]        |
| She Professed Herself Pupil of the Wiseman                          | Кэйтаро Мотонага                 | 12 января 2022      | 30 марта 2022        | 12               | Адаптация ранобэ Хироцугу Рюсэна.                                                                     | [ 11 ] [ 12 ] |
| I've Somehow Gotten Stronger When I Improved My Farm-Related Skills | Норихико Нагахама                | октябрь 2022        | TBA                  | TBA              | Адаптация ранобэ Сёбонну.                                                                             | [ 13 ]        |

### Полнометражные фильмы
| Название                                     | Дата выхода       | Заметки                                                 | Примечания |
| -------------------------------------------- | ----------------- | ------------------------------------------------------- | ---------- |
| Frame Arms Girl: Kyakkyau Fufu na Wonderland | 29 июня 2019 года | Продолжение сериала Frame Arms Girl. Совместно с Zexcs. | [ 14 ]     |

### OVA
| Название             | Дата выхода      | Заметки                                               | Примечания |
| -------------------- | ---------------- | ----------------------------------------------------- | ---------- |
| Chō Jikū Robo Meguru | ноябрь 2014 года | Оригинальная работа студии. Совместно с Brain's Base. | [ 15 ]     |